# Charles Loyson
Charles Loyson, conosciuto anche con il nome religioso di Père Hyacinthe o Hyacinthe Loyson (Orléans, 10 marzo 1827 – Parigi, 9 febbraio 1912), è stato un presbitero, predicatore, scrittore e riformatore religioso francese.
Carmelitano, predicatore a Notre-Dame, fu scomunicato nel 1869. Il figlio, Paul Hyacinthe, fu un noto scrittore e drammaturgo.

## Biografia

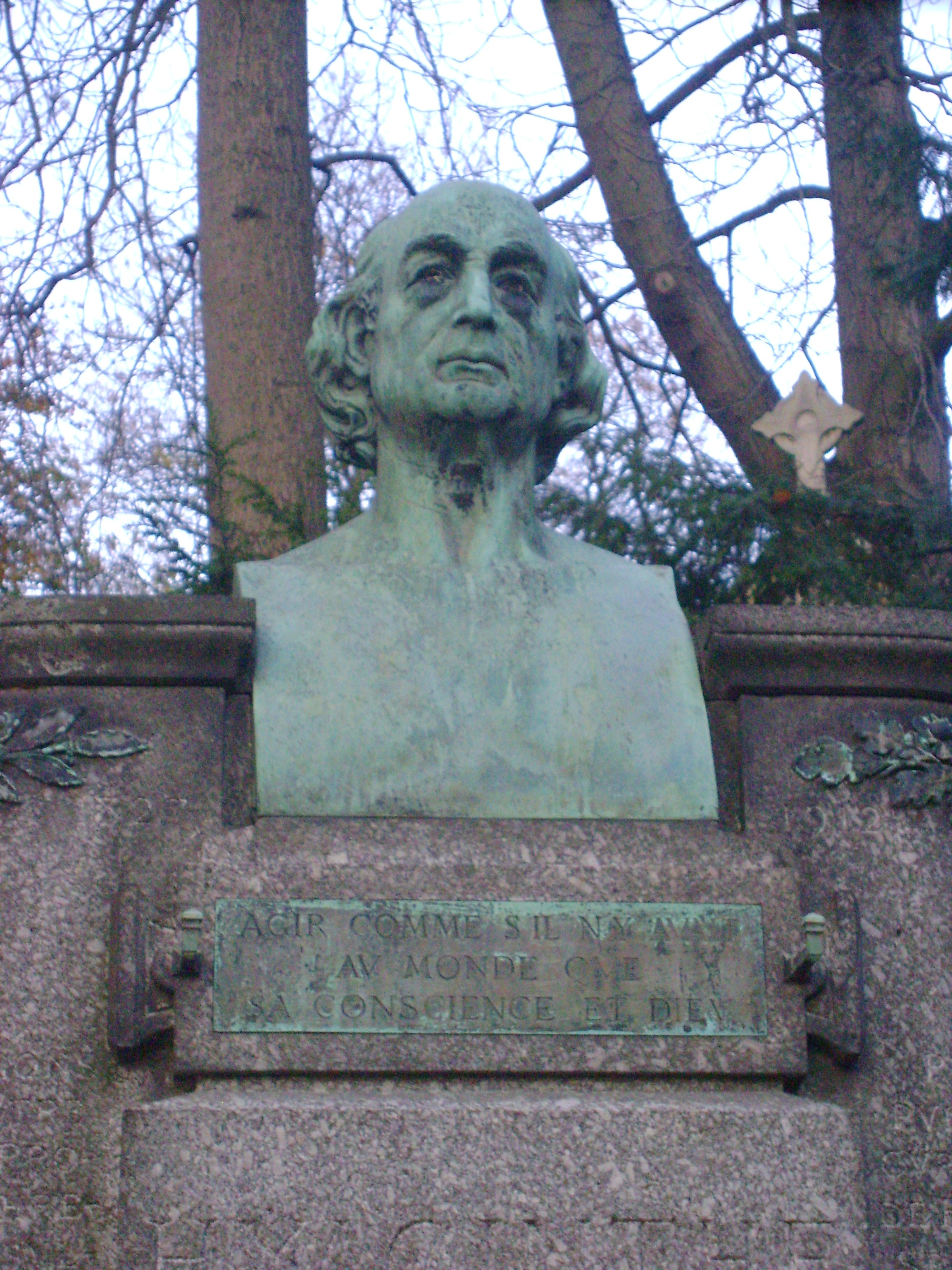
La tomba di Loyson al Père-Lachaise

Nato ad Orléans, capoluogo dell'attuale regione del Centro-Valle della Loira,  dopo l'ordinazione sacerdotale nel 1851, Loyson entrò nell'ordine dei sulpiziani, per passare poi a quello dei domenicani ed infine, nel 1859 con il nome di Père Hyacinthe, all'ordine carmelitano.
Brillante predicatore nella cattedrale di Notre-Dame e nella chiesa romana di San Luigi dei Francesi, nel corso del primo Concilio ecumenico Vaticano, aperto da papa Pio IX nel 1868, ove fu discusso e sancito, con la costituzione dogmatica Pastor Aeternus, il dogma dell'infallibilità papale, Loyson espresse pubblicamente il suo dissenso sulle decisioni conciliari e, dopo il rifiuto a ritrattare, fu scomunicato.
Aderì, quindi, alla comunità dei Vecchi cattolici, formata da quei fedeli che, non accettando l'esito del Concilio, si erano separati dalla Chiesa romana, si sposò con la vedova americana Émilie Jane Merriman e, nel 1878, fondò a Parigi la Chiesa gallicana.
Per alcuni anni visse a Ginevra ove, nel 1873, nacque il figlio Paul Hyacinthe.
Dal 1893 Loyson iniziò a predicare una forma di universalismo cristiano che, in sinergia con i valori specifici delle altre grandi religioni, potesse rappresentare la ecclesia ventura, chiesa "des hommes et des mondes", capace di unire il genere umano e guidarlo "in spirito e verità" (Gv. 4, 24) verso il Dio Vivente (definizione tipica dell'Ebraismo e prediletta da Loyson). 
In questo periodo viaggiò a lungo in Oriente, ove entrò in contatto con circoli riformatori islamici e induisti.
Morta la moglie nel 1909, tornò a Parigi ove morì, tre anni dopo, a ottantacinque anni. Le esequie furono celebrate con una liturgia ecumenica nel tempio protestante dell'Oratoire du Louvre. È sepolto nel cimitero di Père-Lachaise.
Al suo percorso spirituale si richiama la "Restored Church of the Holy Spirit"

## Opere
- Conférences prêchées à Notre-Dame de Paris par le R. P. Hyacinthe, pendant l'avent de 1866, Toulouse, impr. de J. Pradel et Blanc, 1867.
- De la Réforme Catholique, 2 voll., Paris, Sandoz et Fischbacher, 1872-1873.
- Les principes de la réforme catholique ou L'harmonie du catholicisme et de la civilisation. Conférences de 1878 au Cirque d'hiver, Paris, Société de la réforme catholique, 1878.
- Ni cléricaux ni Athées: Discours et lettres sur la troisième République, Paris, C. Marpon et E. Flammarion, 1889.
- Du sacerdoce au mariage. Le P. Hyacinthe (1867-1870), journal intime et lettres, 2 voll., Paris, Rieder, 1927.

### Testi di Loyson in rete
- Conférences de Notre-Dame prêchées par le R. P. Hyacinthe, avent 1867, Paris, [s.d.]. Google libri.
- Oeuvres choisies de Charles Loyson publiées par Ḗmile Grimaud, Paris, 1869, Google libri.
- De la Réforme Catholique, Paris, 1872-1873. Google libri.